# خانه کاظم اخوان خرازی
خانه کاظم اخوان خرازی مربوط به دوره صفوی است و در اصفهان، چهار راه تختی ـ کوچه شیخ الاسلام واقع شده و این اثر در تاریخ ۲۹ شهریور ۱۳۵۳ با شمارهٔ ثبت ۹۹۳ به‌عنوان یکی از آثار ملی ایران به ثبت رسیده‌است.